# Kahit Nasaan Ka Man
Kahit Nasaan Ka Man es una serie de televisión filipina transmitida por GMA Network desde 2013. Está protagonizada por Julie Anne San Jose, Kristoffer Martin, Lucho Ayala.

## Elenco

### Elenco principal
- Julie Anne San Jose como Pauline Gómez.
- Kristoffer Martin como Leandro de Chavez.
- Lucho Ayala como Johnny Gómez.

### Elenco secundario
- Eula Valdez como Theresa De Chavez.
- Ronaldo Valdez como Lolo Tino Gómez.
- Tessie Tomas como Lola Corazón.
- Yayo Águila como Tita Medel.
- Rita Avila como Delia.
- Michael de Mesa como Ernest Gómez.
- Vaness del Moral como Sally.
- Ervic Vijandre como Benjo.